# Han-sur-Nied
Han-sur-Nied é uma comuna francesa na região administrativa de Grande Leste, no departamento de Mosela. Estende-se por uma área de 2,02 km². Em 2010 a comuna tinha 263 habitantes (densidade: 130,2 hab./km²).